# Henry Michaud
Henry Michaud (Perpinyà, 15 de juny del 1875 - Buchenwald, 24 de gener del 1945) va ser un militar rossellonès que assolí el grau de general de divisió aèria i morí en captivitat a un camp de concentració alemany. Va ser el primer Cap d'Estat Major de l'Exèrcit de l'aire francès, l'oficial superior de més rang d'aquesta arma després que s'independitzés de l'Exèrcit de terra francès.

## Biografia
Nasqué a Perpinyà, on el seu pare comandava el 27è batalló de Caçadors a peu, en guarnició. Entrà a l'Escola Especial Militar el 31 d'octubre del 1893 i hi formà part de la "promoció Jeanne d'Arc". S'hi titulà l'1 d'octubre del 1895 amb el normatiu grau de sotstinent, i dos anys després obtingué els galons de tinent. Al primer de novembre del 1900 entrà a l'Escola Superior de Guerra i en sortí el 31 d'octubre del 1902 amb el diploma d'Estat Major; va ser destinat al 35è Regiment d'Infanteria perquè fes les pràctiques a l'Estat Major de la 14a. Divisió d'infanteria.
Ascendí a capità el 23 de juny del 1908, i cinc anys més tard prestava servei al 1r. Grup d'Aeronàutica militar. Durant la primera guerra mundial conegué diverses destinacions: després d'estar uns dies (11 a 24 de juny del 1917) comandant el 156è. Regiment d'infanteria, el 1918 -i ja amb el grau de tinent-coronel- tingué a les seves ordres el 172è. Regiment d'infanteria. Posteriorment tornà a vincular la seva carrera a la relativament nova (1909) arma aèria: el 1922 manava el 22è. Regiment d'aviació, amb seu a Luxeuil, el 1926 portava l'11a. Brigada de bombardeig i el 1927 l'11è. Regiment d'aviació (Metz). Un nou període formatiu el portà al "Centre des Hautes Études Militaires" (1927). Fou promogut successivament a general de brigada i a general de divisió, i amb aquestes darreres estrelles comandà la 1a. Divisió Aèria (Ais de Provença) del 5 de febrer del 1929 a l'1 de juny del 1930. Va ser cap de l'Estat Major General de les forces aèries del 5 d'octubre del 1930 al 3 de gener següent. Més endavant va ser destinat al post de comandament de l'Aviació de Caça de la Reserva general (del 14 de gener del 1933 a l'1 d'abril del mateix any). De l'1 d'abril del 1933 al 17 d'abril de l'any següent fou Inspector General de les formacions ultramarines de l'Exèrcit de l'Aire (l'aeronàutica colonial), alhora que era membre del Consell Superior de l'Aire francès (27/08/31-03/09/34).
Durant la Segona Guerra Mundial comandà la zona nord de l'ORA; per aquestes activitats clandestines de la Resistència, va ser arrestat per la Gestapo i deportat a Alemanya. Morí, a causa dels maltractaments rebuts, al camp de concentració de Buchenwald.

### Distincions
- Gran oficial de la Legió d'Honor (4.7.1934)
  - Comandant de la Legió d'Honor (21.12.1926)
  - Oficial de la Legió d'Honor (22.11.1918)
  - Cavaller de la Legió d'Honor (10.7.1913)
- Creu de Guerra 1914-1918 amb palma
- Medalla commemorativa de la Gran Guerra
- Medalla interaliada de la Victòria